# Magnojević Srednji
Magnojević Srednji je naselje v občini Bijeljina, Bosna in Hercegovina. 

## Deli naselja
Bogdanović Mahala, Krnjić Mahala, Lazarević Mahala, Magnojević Srednji, Mitrović Mahala in Tomić Mahala.

## Prebivalstvo
| Pregled števila prebivalcev po letih | Pregled števila prebivalcev po letih | Pregled števila prebivalcev po letih | Pregled števila prebivalcev po letih | Pregled števila prebivalcev po letih | Pregled števila prebivalcev po letih |
| ------------------------------------ | ------------------------------------ | ------------------------------------ | ------------------------------------ | ------------------------------------ | ------------------------------------ |
| 1948                                 | 1953                                 | 1961                                 | 1971                                 | 1981                                 | 1991                                 |
| -                                    | -                                    | -                                    | 508                                  | 348                                  | 332                                  |

| Narodna sestava prebivalstva po letih                                                                                      | Narodna sestava prebivalstva po letih                                                                                      | Narodna sestava prebivalstva po letih                                                                                      |
| --- | --- | --- |
| 1971 | 1981 | 1991 |
| . skupaj: 508 Srbi 507 (99,80 %) Hrvati 1 (0,19 %) Muslimani 0 (0,00 %) Jugoslovani 0 (0,00 %) drugi in neznano 0 (0,00 %) | . skupaj: 348 Srbi 345 (99,13 %) Hrvati 0 (0,00 %) Muslimani 0 (0,00 %) Jugoslovani 1 (0,28 %) drugi in neznano 2 (0,57 %) | . skupaj: 332 Srbi 321 (96,68 %) Hrvati 2 (0,60 %) Muslimani 0 (0,00 %) Jugoslovani 7 (2,10 %) drugi in neznano 2 (0,60 %) |